# Captured (Rockwell)
Captured è il secondo album di Rockwell pubblicato nel 1985.

## Tracce
1. Peeping Tom
2. He's a Cobra
3. T.v. Psychology
4. We Live in a Jungle
5. Captured (by an Evil Mind)
6. Don't It Make You Cry
7. Tokyo
8. Costa Rica